# Walerij Noskow
Walerij Borisowicz Noskow (ros. Валерий Борисович Носков; ur. w 1966 we wsi Klazʹminskij Gorodok) – rosyjski biathlonista reprezentujący też ZSRR. W Pucharze Świata zadebiutował 16 grudnia 1989 roku w Obertilliach, gdzie zajął szóste miejsce w sprincie. Tym samym już w swoim debiucie zdobył pierwsze pucharowe punkty. Nigdy nie stanął na podium zawodów indywidualnych, jednak kilkukrotnie dokonał tego w zawodach drużynowych, w tym 28 stycznia 1990 roku w Ruhpolding i 16 grudnia 1990 roku w Les Saisies zwyciężał w sztafecie. Najlepsze wyniki osiągnął w sezonie 1989/1990, kiedy zajął 17. miejsce w klasyfikacji generalnej. W 1990 roku wystartował na mistrzostwach świata w Oslo/Kontiolahti, zajmując dziewiąte miejsce w sprincie i piąte w sztafecie. Nigdy nie brał udziału w igrzyskach olimpijskich.

## Osiągnięcia

### Mistrzostwa świata
| Rok  | Miejscowość      | Konkurencje | Konkurencje | Konkurencje | Konkurencje | Konkurencje | Konkurencje | Konkurencje |
| Rok  | Miejscowość      | IN          | SP          | PU          | MS          | RL          | MR          | SR          |
| ---- | ---------------- | ----------- | ----------- | ----------- | ----------- | ----------- | ----------- | ----------- |
| 1990 | Oslo/Kontiolahti | –           | 9.          | nd.         | nd.         | 5.          | nd.         | –           |

### Puchar Świata

#### Miejsca w klasyfikacji generalnej
| Sezon     | Miejsce |
| --------- | ------- |
| 1989/1990 | 17.     |
| 1990/1991 | 47.     |
| 1991/1992 | 61.     |

#### Miejsca na podium chronologicznie
Noskow nigdy nie stanął na podium zawodów PŚ.